# Antracit

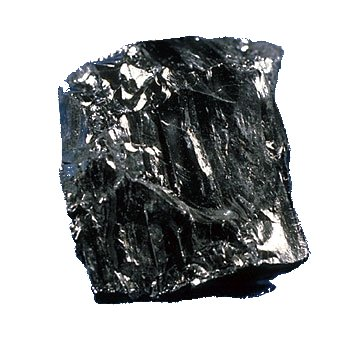
Antracit

Antracit är en typ av bergart och det högsta metamorfiska stadiet av kol. Antracit är hårt och har en hög kolhalt, 92 - 98 procent.  Bergarten bildas av stenkol som utsätts för högt tryck och hög temperatur. Den är det näst sista stadiet i inkolningskedjan från torv till grafit. Då antracit inte innehåller mer än mycket små mängder bitumen brinner det med en kort, blå och rökfri låga.

## Förekomst
Antracit förekommer i lager framför allt i de äldsta geologiska formationerna silur och devon, men även karbon.
Antracit står för cirka 1 procent av de globala kolreserverna  och utvinns i endast ett fåtal länder runt om i världen. Kina står för majoriteten av den globala produktionen. Andra producenter är Ryssland, Ukraina, Nordkorea, Sydafrika, Vietnam, Australien, Kanada och USA. Den totala produktionen 2010 var 670 miljoner ton.

## Användning
Ur antracit utvinns kolm.
Smeder använder gärna antracit i ässjan på grund av dess höga kolhalt och ringa restprodukter som slagg och svavel. 
Antracit är den minst miljöstörande kolsorten att använda i kraftindustrin[källa behövs].
Nordkorea har stora tillgångar på antracit som är en viktig råvara i produktionen av syntetfibern vinalon.